# 라스칼 (프로게이머)
라스칼(본명: 김광희, 1997년 10월 16일~)은 대한민국의 리그 오브 레전드 프로게이머로 아이디는 Rascal이다. 포지션은 탑 라이너이다. 아주중학교 졸업, 잠일고등학교 졸업, 호원대학교(컴퓨터공학) 중퇴했다.

## 선수 생활
2017년 3월 8일, 리그 오브 레전드 재팬 리그의 라스칼 제스터에서 프로 커리어를 시작했다. 라스칼 제스터에서는 팀의 주전 탑 라이너로 활약했다.
2017 서머 시즌을 앞두고 롱주 게이밍에 입단했다. 롱주에서는 칸의 서브 선수로 활동했다. 2017 롤드컵에서도 서브 선수로 참가했다.
2018 시즌에서도 칸의 서브 선수로 활동했다. 교체 투입을 통해서 간간히 출전했다.
2019 스프링 시즌을 앞두고 칸이 이적하자 킹존의 주전 탑 라이너로 낙점받았다. 스프링 시즌 동안 준수한 모습을 보여주면서 팀의 포스트시즌 진출에 기여했다. 서머 시즌에서는 더욱 발전한 모습을 보여주었다.
2020 시즌을 앞두고 Gen.G에 입단했다. 2020 스프링 시즌 주전으로 출전하면서 팀의 준우승에 기여했다. 스프링 시즌 종료 후 미드 시즌 컵에 참가했다. 2020 서머 시즌에서는 한체탑 후보로 거론될 만큼 좋은 활약상을 보여주면서 팀의 포스트시즌 진출에 기여했다. 롤드컵에서는 조별리그 기간 동안 팀의 중심을 잡아주면서 팀의 8강 진출에 기여했다.
2021 스프링 시즌에서도 주전으로 출전했다. 스프링 기간 동안 좋은 모습을 이어나가면서 팀의 준우승에 기여했다. 서머 시즌 초반에는 팀의 주전 탑 라이너로 낙점을 받았으나 중반부터 기복이 있는 모습을 보이며 버돌에게 주전 자리를 내주기도 했다. 리그 오브 레전드 월드 챔피언십 2021에서 로스터에 포함되며 참가했다. 첫 경기인 LNG e스포츠와의 경기와 그 다음경기인 매드 라이온즈와의 경기에 출전했다. 이후 버돌에게 주전을 내주었으나 버돌이 부진하면서 다시 주전으로 도약했다. 2021 시즌 종료 후 팀에서 퇴단했다.
2022 시즌을 앞두고 KT 롤스터에 입단했다. 2022 스프링 시즌 동안 라스칼은 팀의 주전 탑 라이너로 자리매김했으며 팀의 에이스로 활약하였다. 하지만 팀은 거듭된 부진 속에 포스트시즌에 진출하지 못하였다. 스프링 시즌 종료 이후 올프로 세컨드팀에 선정되었다. 서머 시즌 초반 헤매는 모습을 보여주었지만 점차 폼을 회복하면서 시즌이 흐를수록 좋은 모습을 보여주었다. 2022년 7월 29일에 치러진 DWG KIA와의 경기에서는 탑 라이너로는 3번째로 1000킬을 달성하기도 했다. 또한 KT가 포스트시즌에 진출하면서 2년만의 팀의 포스트시즌 진출에 기여했다. 서머 시즌 종료 후 LCK 서드팀에 선정되었다. 2022 시즌 종료 후 팀에서 퇴단했다.
2023 시즌을 앞두고 DRX에 입단했다. 라스칼로서는 2019년에 퇴단한 이후 4년만에 팀에 복귀하게 되었다. 2024 시즌 이후 팀에서 퇴단했다.

## 소속팀
| # | 팀명          | 소속 기간               | 소속 리그 | 비고 |
| - | ------------- | ----------------------- | --------- | ---- |
| 1 | 라스칼 제스터 | 2017.03.08 ~ 2017.05.23 | LJL       |      |
| 2 | 롱주 게이밍   | 2017.05.23 ~ 2019.11.18 | LCK       |      |
| 3 | Gen.G         | 2019.11.20 ~ 2021.11.16 | LCK       |      |
| 4 | KT 롤스터     | 2021.11.23 ~ 2022.11.22 | LCK       |      |
| 5 | DRX           | 2022.12.03 ~ 2024.11.19 | LCK       |      |

## 수상 내역
- 리그 오브 레전드 챔피언스 코리아 서머 2017 우승
- 2017 LoL KeSPA컵 준우승
- 리프트 라이벌즈 2019 우승
- 우리은행 리그 오브 레전드 챔피언스 코리아 스프링 2020 준우승
- 우리은행 리그 오브 레전드 챔피언스 코리아 스프링 2020 올프로 세컨드팀
- 리그 오브 레전드 월드 챔피언십 2020 8강
- 리그 오브 레전드 챔피언스 코리아 스프링 2021 준우승
- 2022 LCK 어워드 로지텍 최다 솔로킬 플레이어 상